# Срока, Януш
Януш Срока (пол. Janusz Sroka; родился 27 сентября 1954 года, Краков, Польша) — польский футболист, нападающий и защитник. В 1972 году вместе со сборной Польши до 18 лет занял 3-е место на Юниорском турнире УЕФА в Испании.

## Карьера
Воспитанник «Краковии». За этот клуб Януш Срока сыграл в чемпионате Польши всего один раз, 23 ноября 1969 года, став самым молодым игроком в истории «Краковии» и Экстраклассы (рекорд чемпионата Польши был побит лишь в 2023 году Игором Пепшицей). В день своего дебюта игроку было всего 15 лет и 57 дней.
За свою карьеру игрока он в основном выступал за «Шомберки». Осенью 1978 года за неделю он сломал ногу двоим футболистам: Эмилю Шимуре из «Рыбника» и Ежи Дворчику из «Заглембе». После этого его называли «Мархвицкий» или «вампиром из Домбровы». В составе «Шомберок» он выиграл чемпионат Польши в сезоне 1979/80. В следующем сезоне его клуб, заняв 3-е место в лиге, квалифицировался в Кубок УЕФА. 16 сентября 1981 года во время матча с «Фейеноордом» в Роттердаме при счете 0:0 Срока не реализовал пенальти, потому что, по словам тогдашнего тренера клуба Хуберта Костки, его отвлек Виллем ван Ханегем, бросивший ему под ноги пятачок газона во время разбега. Всего за «Шомберки» сыграл 230 матчей в чемпионате, где забил 35 мячей.

## Достижения
- Чемпион Польши: 1979/80